# Pseudorhipsalis amazonica
Pseudorhipsalis amazonica là một loài thực vật có hoa trong họ Cactaceae. Loài này được (K.Schum.) Ralf Bauer miêu tả khoa học đầu tiên năm 2002 publ. 2003.

## Hình ảnh

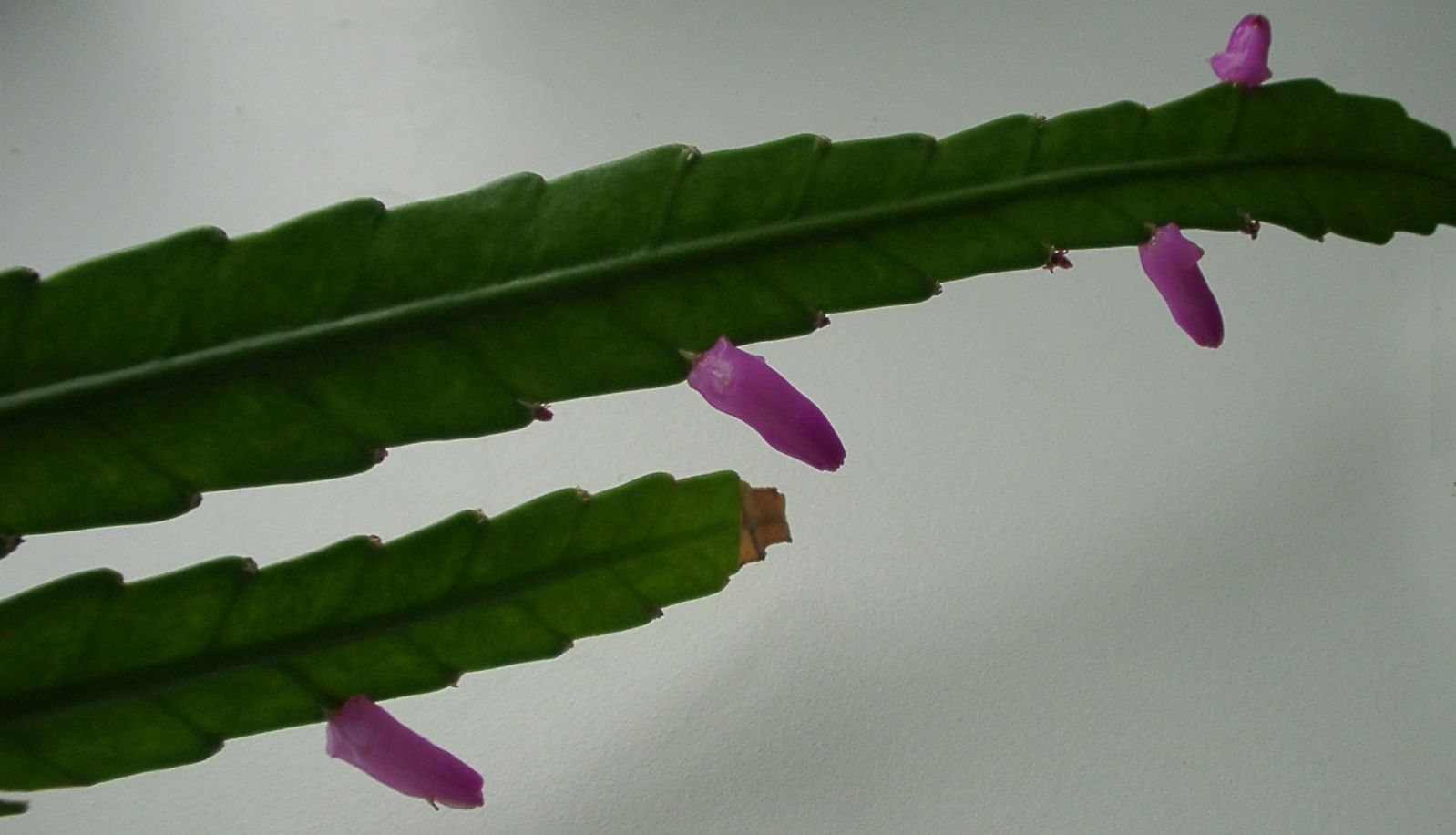
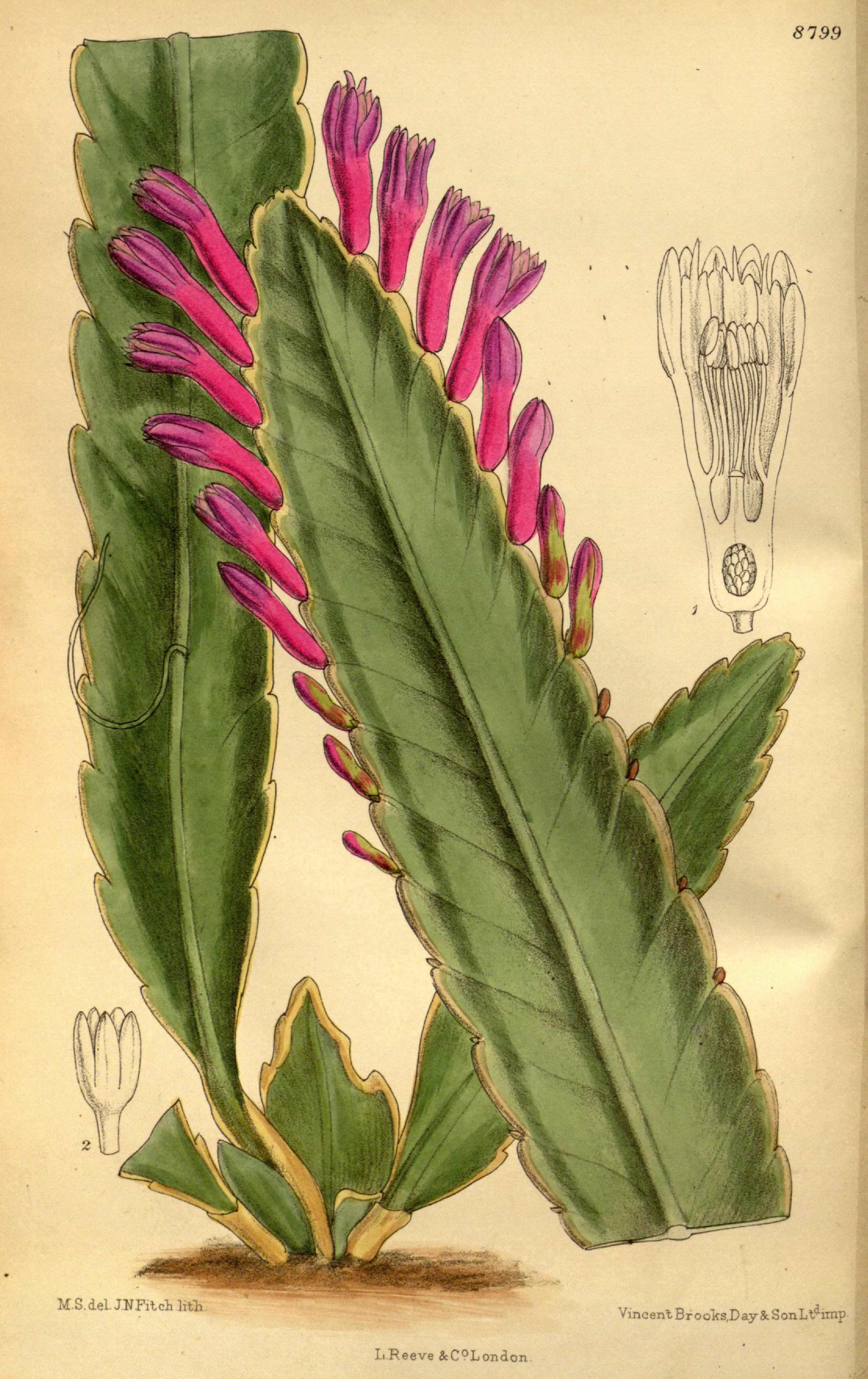